# Polar Research Institute of China
Le Polar Research Institute of China (PRIC) est le principal institut de recherche chinois pour l'étude des régions polaires de la Terre. Il est basé à Shanghai, en Chine.
L'Institut gère cinq stations de recherche polaire (quatre en Antarctique et une en Arctique), ainsi que les navires de recherche brise-glace Xue Long et Xuě Lóng 2.
L'institut est membre de l’Université de l'Arctique. UArctic est un réseau international d’universités, d’instituts de recherche et d’organisations ayant pour but de promouvoir, coordonner et soutenir la recherche ainsi que l’éducation en régions arctiques.

## Stations
| Station                                   | Lieu                                            | Date de création | Hébergement                                       |
| ----------------------------------------- | ----------------------------------------------- | ---------------- | ------------------------------------------------- |
| Station de la Grande Muraille Antarctique | Île du Roi George, Antarctique occidental       | 10 février 1985  | 80 été, 40 hiver                                  |
| Station antarctique de Zhongshan          | Collines Larsemann, Antarctique de l'Est        | 26 janvier 1989  | 60 été, 25 hiver                                  |
| Station arctique de la rivière Jaune      | Ny-Ålesund, Svalbard, Norvège                   | 28 juillet 2004  | effectif : du 11 décembre 2003 au 25 février 2004 |
| Station antarctique de Kunlun             | Dôme Argus, Antarctique de l'Est                | 27 janvier 2009  | 24 été                                            |
| Station antarctique de Taishan            | Terre Princesse Elizabeth, Antarctique de l'Est | 8 février 2014   | 20 été                                            |